# Carole Shelley
Carole Augusta Shelley, född 16 augusti 1939 i London, död 31 augusti 2018 i New York, var en brittisk-amerikansk skådespelare med en karriär huvudsakligen i USA.

## Filmografi i urval
- 1968 – Omaka par
- 1968 – Boston-stryparen
- 1969 – Trubbelgubben
- 1991 – En rutten värld
- 1994 – Quiz Show
- 2005 – En förtrollad romans

## Teater

### Roller
| År   | Roll                | Produktion                         | Regi         | Teater                       |
| ---- | ------------------- | ---------------------------------- | ------------ | ---------------------------- |
| 1979 | Mrs. Kendal Pinhead | The Elephant Man Bernard Pomerance | Jack Hofsiss | Booth Theatre, New York, USA |
| 1981 | Mrs. Kendal Pinhead | The Elephant Man Bernard Pomerance | Jack Hofsiss | Booth Theatre, New York, USA |